# Salzburg Super Ski Card
Salzburg Super Ski Card est le nom commercial désignant le regroupement de 23 domaines skiables situées dans le Land de Salzbourg en Autriche. Certains domaines sont partiellement situés aussi sur le territoire de Lands voisins.
Les domaines skiables, cumulant un total de 2 200 km de pistes, sont en général reliés entre eux uniquement par la route.
Les stations suivantes, regroupées par régions, en font partie :
- Ski Amadé, dont:
  - Salzburger Sportwelt (dont Flachau, Flachauwinkl, Wagrain, Sankt Johann im Pongau, Alpendorf, Altenmarkt, Zauchensee, Kleinarl, Radstadt, Eben im Pongau, Filzmoos, Goldegg)
  - Gastein (dont Bad Gastein, Sportgastein, Bad Hofgastein, Dorfgastein, Grossarl)
  - Hochkönig (dont Maria Alm, Dienten am Hochkönig, Mühlbach)
  - Schladming/Dachstein Tauern (dont Fageralm, Reiteralm, Planai, Hochwurzen, Ramsau, Hauser Kaibling, Galsterbergbahn, Stoderzinken)
- Zell am See-Kaprun (dont Zell am See-Schmittenhöhe, Kitzsteinhorn et Maiskogel à Kaprun)
- Skicircus (dont Saalbach-Hinterglemm, Leogang)
- Obertauern
- Kitzbüheler Alpen (dont Pass Thurn, Hollersbach, Jochberg, Kitzbühel, Kirchberg) (Tyrol)
- Zillertal (dont Zell am Ziller, Gerlos, Königsleiten, Hochkrimml/Gerlosplatte)
- Wildkogel à Neukirchen am Großvenediger
- Weißsee Gletscherwelt à Uttendorf
- Nagelköpfel à Piesendorf
- Rauris
- Lofer
- Steinplatte à Waidring (Tyrol)
- Winklmoosalm à Reit im Winkl (Allemagne)
- Heutal à Unken
- Mölltaler-Ankogel (dont Mölltaler Gletscher à Flattach, Ankogel à Mallnitz)
- Lungau (dont Großeck-Speiereck, Katschberg-Sankt Margarethen, Fanningberg)
- Werfenweng
- Dachstein West (dont Gosau, Rußbach am Paß Gschütt, Zwieselalm, Annaberg-Lungötz)
- Abtenau
- Postalm
- Gaissau - Hintersee
- Zinkenlifte à Dürrnberg
- Untersberg à Sankt Leonhard bei Salzburg